# Original Härtsfelder Musikanten

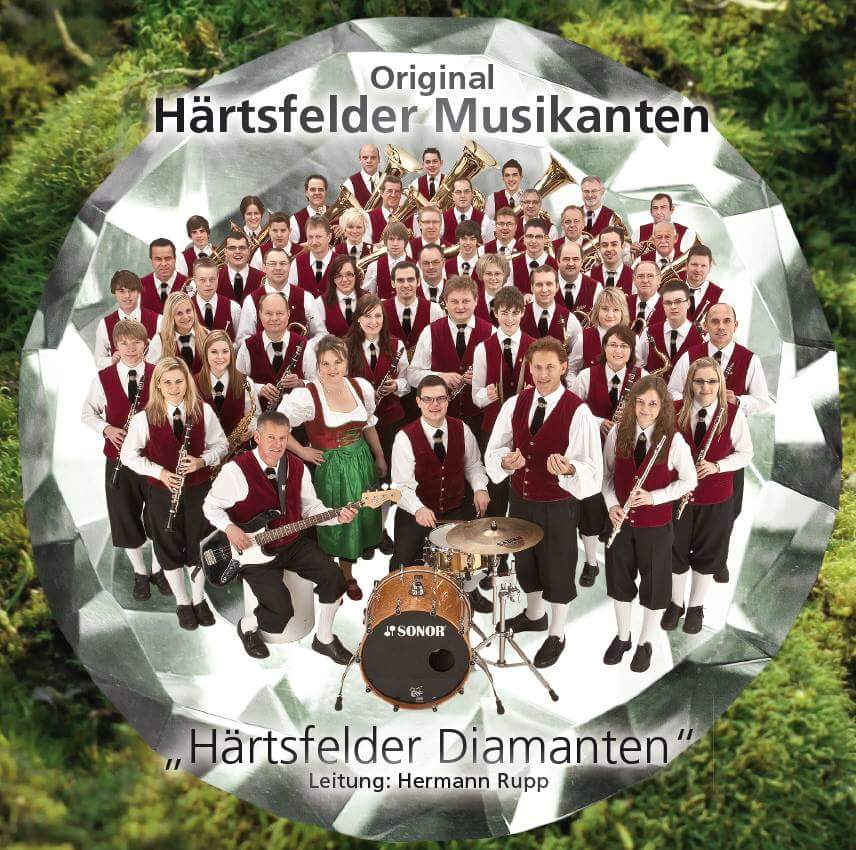
Die Original Härtsfelder Musikanten (2016)

Die Original Härtsfelder Musikanten sind eine 1751 begründete Musikkapelle aus Dorfmerkingen, einem Teilort von Neresheim im heutigen Ostalbkreis, und damit eine der ältesten Musikkapellen in Baden-Württemberg.

## Geschichte
Bei der Weihe der Pfarrkirche St. Mauritius und St. Georg im Jahre 1751 sollen neun Dorfmerkinger Wandermusikanten als Bläser mitgewirkt haben. Neuere Nachforschungen gehen sogar davon aus, dass es diese Art des Musizierens schon seit dem Ende des Dreißigjährigen Krieges 1648 im Ort gab. Lückenlos lässt sich die Existenz der Volksmusik in Dorfmerkingen bis zum Jahr 1738 nachweisen.
Das Orchester pflegt unter anderen den böhmischen Musikstil und bestand 2016 aus 54 Musikern im Alter von 16 bis 64 Jahren. Zum weiteren Repertoire gehört die symphonische Blasmusik. Im Jahr 2015 erreichten die Härtsfelder Musikanten im Blechduell des Südwestrundfunks in der Endrunde, die live im SWR Fernsehen übertragen wurde, den 3. Platz. Im selben Jahr umrahmten sie die Filmpremiere der Fortsetzung der schwäbischen Mundartkomödie Die Kirche bleibt im Dorf in Hamburg. Bei der 18. Europameisterschaft der böhmisch-mährischen Blasmusik 2017 in Bamberg nahmen die Härtsfelder Musikanten mit zwei Gruppen teil und erreichten sowohl in der Mittel- als auch in der Oberstufe den 4. Platz. Im Jahr 2018 unternahm die Kapelle eine Konzertreise nach Kanada, wo sie unter anderem beim Toronto Oktoberfest auftrat und an der Thanksgiving Parade des Kitchener–Waterloo Oktoberfests teilnahm.

### Berühmte Musiker
- Alois Beerhalter (1798–1859)

### Dirigenten
- Familie Minich (1882–1964)
- Stefan Hell (1964–1989)
- Hermann Rupp (1989–2023)

### Tonträger
- Wir leben Blasmusik (2021)
- Härtsfelder Sterne (2017)
- Härtsfelder Diamanten (2012)
- Härtsfelder Perle (2006)
- Jubiläumsklänge (2001)
- Musikanten vom Härtsfeld (1995)
- Dorfmerkinger Grüße (1989)
- Die „Original Härtsfelder Musikanten“ spielen auf (1982)